# Orgastisk potens
Ifølge den østrigske psykoanalytiker Wilhelm Reich er orgastisk potens et menneskes naturlige evne til at opleve en orgasme, som med bestemte psykosomatiske kendetegn fører til fuld seksuel tilfredsstillelse.
Omvendt betegnede Reich med begrebet orgastisk impotens en erhvervet frygt for seksuel ophidselse, og deraf følgende manglende evne til at føle fuld seksuel tilfredsstillelse. En sådan impotens fører ifølge Reich altid til neuroser, fordi man ikke er i stand til at frigøre sin seksuelle energi, eller libido, en energi, som Reich anså for at være et egentligt fysisk fænomen, en form for bioelektrisk energi. Reich mente, at intet neurotisk menneske kan være orgastisk potent, og omvendt, at de som har orgastisk potens, er fri for neuroser.
Orgastisk potens er evnen til uden nogen hæmning at give sig hen til den biologiske energistrøm, evnen til fuldstændig udladning af al opdæmmet seksuel ophidselse gennem uvilkårlige, lystbetonede krops-sammentrækninger.
Reich indførte betegnelsen orgastisk potens i 1924 og beskrev begrebet nærmere i sin bog fra 1927 Die Funktion des Orgasmus, som Reich skænkede til Sigmund Freud på dennes 70 års fødselsdag. Mens Reich betragtede sit arbejde som en fuldstændiggørelse af Freuds arbejde med angstneuroser, var Freud mere skeptisk, idet han mente, neuroser kunne fremkaldes på flere forskellige måder end Reich antydede.
I sit senere arbejde, med bl.a. karakteranalyse og vegetoterapi, opfattede Reich orgastisk potens som grundlaget for en persons psykoseksuelle sundhed. I årene 1933–1937 forsøgte han at opstille en fysiologisk beskrivelse af begrebet, såvel teoretisk som eksperimentelt, i artiklerne: Der Orgasmus als elektrophysiologische Entladung (1934), Sexuality and Anxiety: The Basic Antithesis of Vegetative Life (1934) og The Bioelectrical Function of Sexuality and Anxiety (1937).